# 伊尼什莫爾島

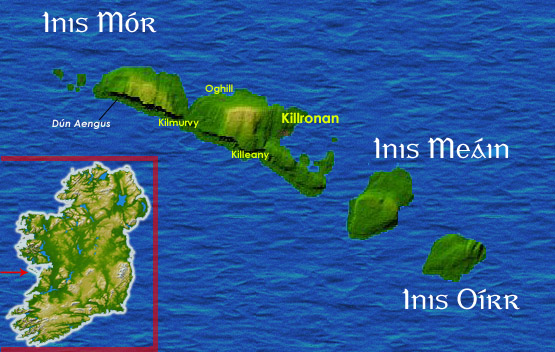

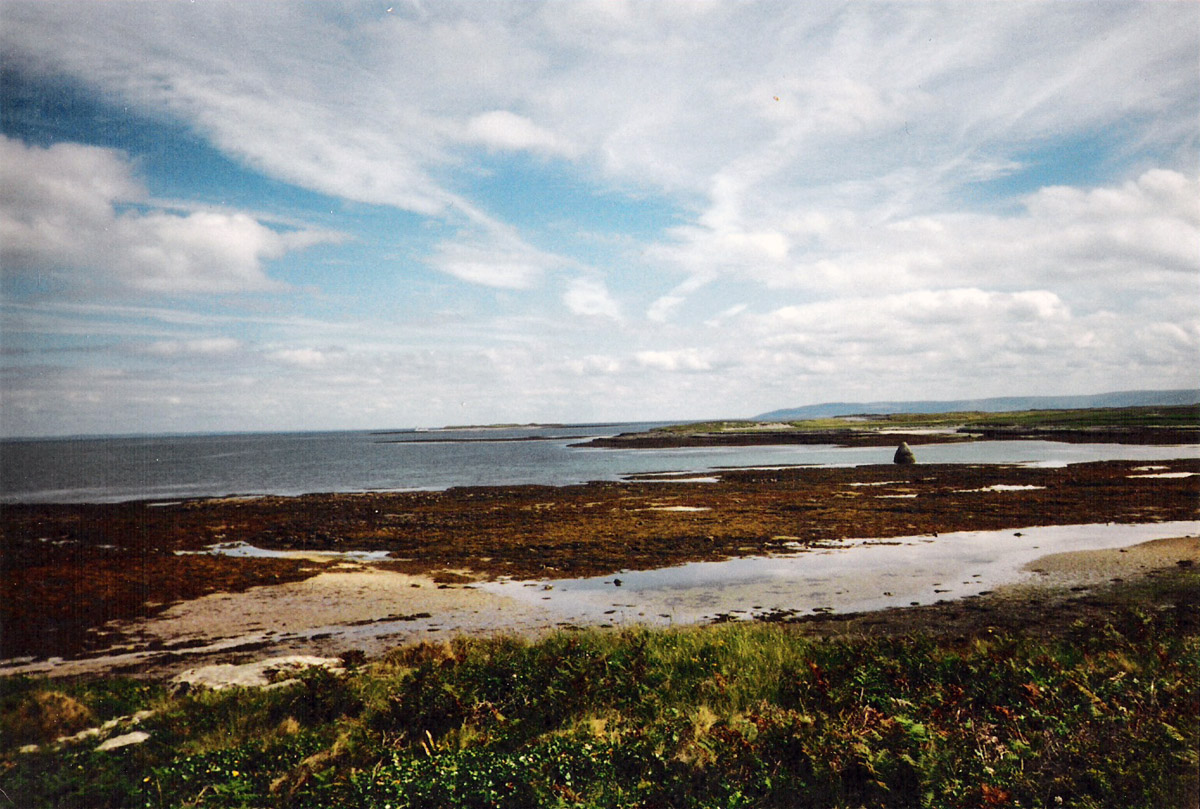

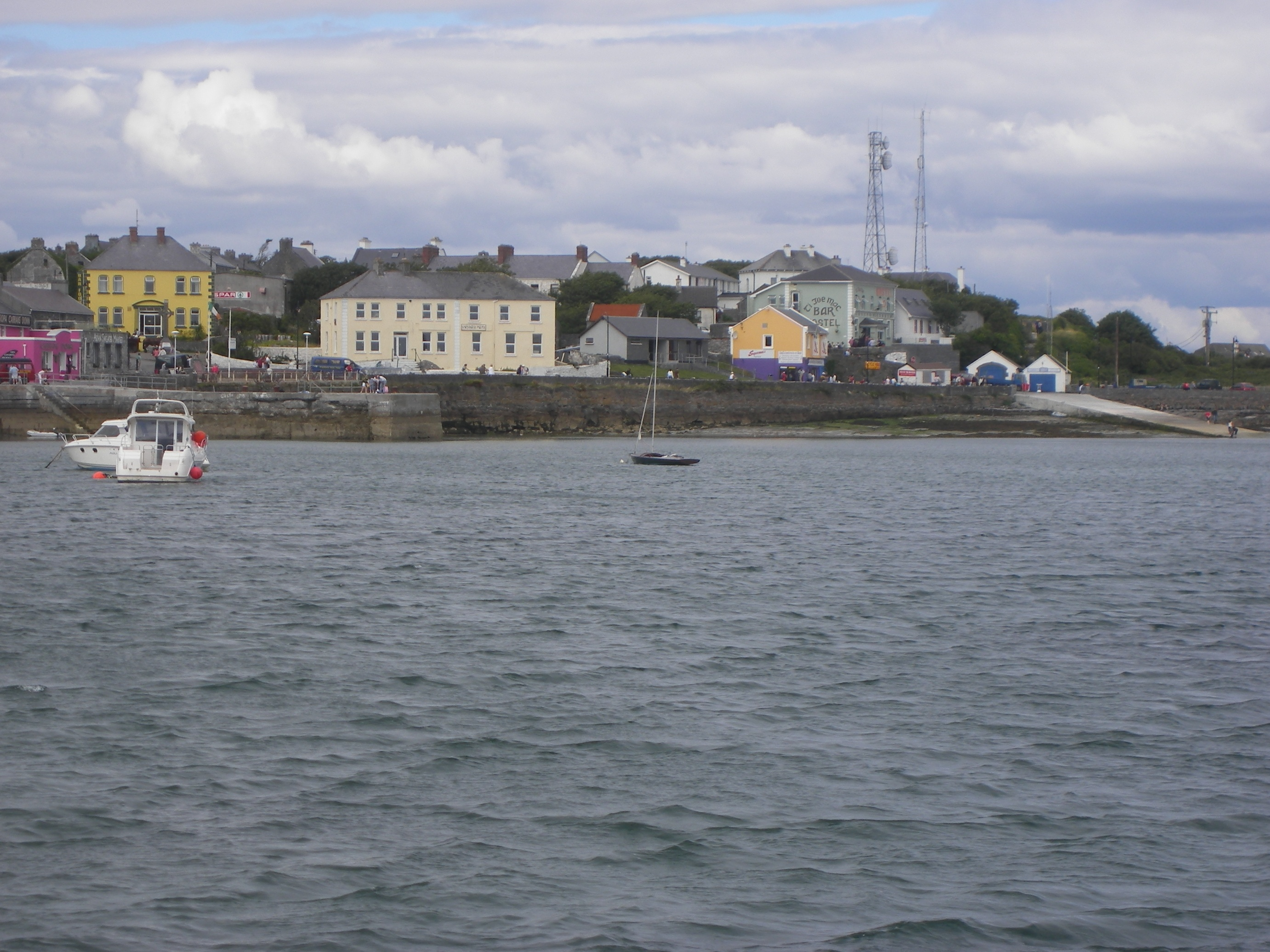

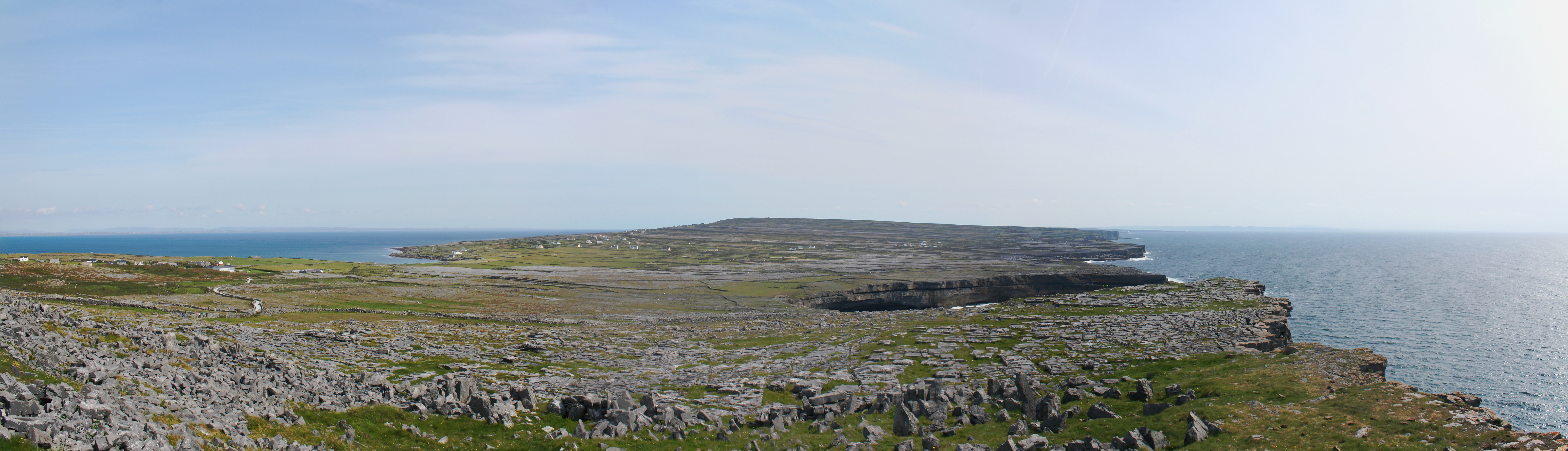

伊尼什莫爾島是愛爾蘭的島嶼，位於大西洋海域，屬於阿倫群島的一部分，長14公里、寬3公里，面積30.91平方公里，最高點海拔高度123米，2011年人口845。

## 名稱
在20世紀之前，該島通常被稱為Inis Bant或Árainnna Naomh。現代愛爾蘭語中名稱為Árainn Mhor（意為“偉大的阿蘭”），但容易和多尼戈爾郡的Arranmore混淆。愛爾蘭語Árainn的意思是“長長的山嶺”，可能因該島的地形得名。Árainn 一名在2003年 “ 官方語言法”中宣告為愛爾蘭語及英語的正式地名。

## 地質和地理
該島屬巴倫國家公園的範圍。島上的地形由石灰岩組成，交叉裂縫被稱為“grikes”，孤立岩石被稱為“clints”。石灰岩地形在維憲期(Visean，屬下石炭紀）約於3.5億年前由熱帶海洋中的沉積物形成，被擠壓成水平地層，夾雜化石珊瑚，海百合，海膽和菊石。Namurian期(3.26億年前至3.13億年前)之後的冰川造成了更大的侵蝕。結果使該島和附屬島嶼成為地球上喀斯特地形的典型。該效應在末次冰期（11萬年前至1.2萬年前）最明顯，冰河在這時侵蝕該島。最後一次冰期已經消除了早期岩溶作用（溶蝕侵蝕）的影響。所有現在看到的溶蝕作用都可以追溯到大約一萬年前，而島上的喀斯特地形因此形成。

## 氣候和農業
島上氣候異常溫和。平均氣溫7月是15°C到1月是6°C。土壤溫度通常不會低於6°C，儘管2010年底記錄到長時間的積雪，但這是人們記憶中的第一次發生。一旦溫度升至6°C以上，草就會生長，這意味著該島（如鄰近的Burren）是愛爾蘭或不列顛生長季節最長的島嶼之一，支持多樣化和豐富的植物生命。 5月下旬陽光最充足，龍膽花等植物叢生，是最佳賞花時間，只有蘭花較晚開花。
53°07′25″N 9°43′39″W / 53.12361°N 9.72750°W